# Горяйновка (Самарська область)
Горяйновка (рос. Горяйновка) — село в Алексєєвському районі Самарської області Російської Федерації.
Населення становить 23 особи. Входить до складу муніципального утворення сільське поселення Летниково.

## Історія
Від 2005 року входило до складу муніципального утворення сільське поселення Летниково.

## Населення
| 1986 | 2002 | 2010 | 2014 | 2015 |
| ---- | ---- | ---- | ---- | ---- |
| 71   | ↘36  | ↘30  | ↘22  | ↗23  |